# Padusi, Horol
Padusi (în ucraineană Падусі) este un sat în comuna Șîșakî din raionul Horol, regiunea Poltava, Ucraina.

## Demografie
Componența lingvistică a localității Padusi
     Ucraineană (100%)
Conform recensământului din 2001, toată populația localității Padusi era vorbitoare de ucraineană (100%).